# Single Channel Per Carrier
Single Channel Per Carrier (SCPC) - przesyłanie jednego kanału telewizyjnego na jednej częstotliwości nośnej przy cyfrowym przesyłaniu programów telewizyjnych.
Dla odróżnienia MCPC jest to kilka kanałów na jednej nośnej.